# 防空軽航空母艦 尊氏
尊氏（たかうじ）は、架空戦記『旭日の艦隊』に登場する架空の航空母艦。艦名は足利尊氏に由来する。

## 特徴
本級は旭日艦隊司令部直衛艦隊、即ち旗艦『日本武尊』の直衛空母として建造された。ただし、俗に言う護衛空母の役割をするだけでなく、旭日艦隊の建造目的である艦載機による対地攻撃も奇襲という形であれば充分にこなせる能力を持ち、尚且つ『防空軽空母』の名の通り対空巡洋艦としての役割も兼務している。

### 諸元
- 全長:213.5m
- 水線幅:23m
- 排水量:17,200t（基準）・20,200t（満載）
- 機関:艦本式COSAD（8万馬力）
- 最大速力:29ノット
- 飛行甲板
  - 全長:204m
  - 幅:24m

### 武装
- 15cm65口径成層圏単装高角砲:3基（前:1・後:2）
- 10cm65口径連装高角砲:8基
- 25mm3連装対空機銃:10基
- 17.8cm25連装対空噴進砲:4基（飛行甲板後部に格納装備）
- 電波妨害用金属片発射機:2基
- 熱戦放射欺瞞弾発射機:3基
- 艦載機:37機前後

## 劇中での活躍
防空任務のみならず、艦載機による対地攻撃にも投入され、ジブラルタル基地攻撃の際は夜間攻撃機「海神」を出撃させた。以降も旭日艦隊の航空戦力の一翼を担ったが、第二次大戦終盤、南大西洋をめぐる戦いで戦力を消耗、物語終盤で撃沈された。メディアごとにその最期は異なり、コミック版「旭日の艦隊」では、ドイツ超重爆撃機「アース」の攻撃で損傷していたところにステルス爆撃機「ブレーダーマウス」が投下した燃料気化爆弾で爆発炎上・沈没した。コミック版「紺碧の艦隊」では、「アース」の攻撃を凌いだ後、第1遊撃打撃艦隊と共にトリスタン・ダ・クーナ島撤収作戦に従事したが、「アース」の爆撃及びこれに呼応したUボート艦隊による立体攻撃で被弾・沈没している。